# Auprès de ma blonde
Cet article possède un paronyme, voir Au pré de ma blonde.

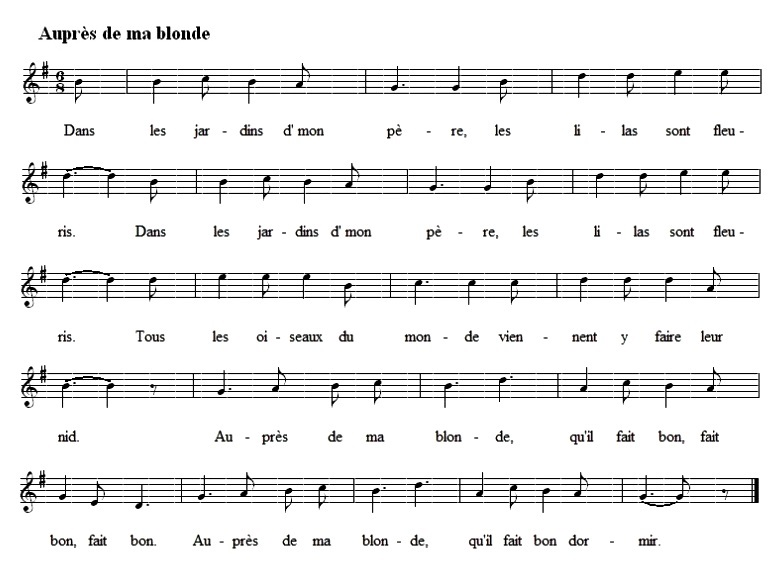
Auprès de ma blonde

Auprès de ma blonde est une marche militaire du début XVIIIe siècle, dont le titre original est Le Prisonnier de Hollande, devenue très populaire en France au XVIIIe siècle. 
Elle est souvent attribuée à André Joubert du Collet, lieutenant de la marine royale sous le règne de Louis XIV : fait prisonnier par les Hollandais, il l’aurait composée après sa libération, en 1704.
Elle se popularise durant les XVIIIe et XIXe siècles et entre dans le répertoire populaire.

## Paroles
Dans les jardins d' mon père
Les lilas sont fleuris
Dans les jardins d' mon père
Les lilas sont fleuris
Tous les oiseaux du monde
Viennent y fair' leurs nids
Refrain
Auprès de ma blonde
Qu'il fait bon, fait bon, fait bon
Auprès de ma blonde
Qu'il fait bon dormir !
La caille, la tourterelle
Et la jolie perdrix
La caille, la tourterelle
Et la jolie perdrix
Et la blanche colombe
Qui chante jour et nuit
(Refrain)
Elle chante pour les filles
Qui n'ont pas de mari
Elle chante pour les filles
Qui n'ont pas de mari
C'est pas pour moi qu'elle chante
Car j'en ai t-un joli
(Refrain)
« Dites-nous donc la belle
Où donc est votre ami ?
Dites-nous donc la belle
Où donc est votre ami ? » 
Il est dans la Hollande
Les Hollandais l'ont pris
(Refrain)
Il est dans la Hollande
Les Hollandais l'ont pris
Il est dans la Hollande
Les Hollandais l'ont pris
« Que donneriez-vous, belle
Pour revoir votre ami ? »
(Refrain)
Je donnerais Versailles
Paris et Saint-Denis
Je donnerais Versailles
Paris et Saint-Denis
Les tours de Notre Dame
Et l'clocher d'mon pays
(Refrain)

## Historique
Composée en 1704, sous Louis XIV, et attribuée, selon une tradition locale, à André Joubert du Collet, cette chanson est probablement l’une des plus représentatives des chants populaires français. Cette marche militaire — dont le titre original, Le Prisonnier de Hollande, renvoie aux différents conflits du XVIIe siècle — devient rapidement très populaire à l'époque parmi les troupes. Ainsi, l’histoire rapporte que les soldats du duc de Villars, maréchal de France (1653 - 1734) la chantent en entrant au Quesnoy en 1712. Devenue le chant de marche du régiment de Champagne, elle passe ensuite dans le grand public puis comme beaucoup d'autres, est classée parmi les chansons enfantines.
Constamment reprise, elle est notamment interprétée par Rosa Bordas, Aristide Bruant, Armand Mestral et Marcel Amont.
Une version en anglais est enregistrée en 1966 par Elvis Presley sous le titre I Love Only One Girl pour son film Double Trouble (distribué en français sous le titre Croisière surprise, 1967), et est incluse sur l'album homonyme.
Les deux variantes les plus courantes sont Le Prisonnier de Hollande (version princeps de 1704), et Auprès de ma blonde (la version la plus connue, attestée dès 1712). Une orchestration de la chanson est réalisée par Joseph Canteloube. Il faut également mentionner une version québécoise intitulée Au fond des campagnes, plus acceptable pour un clergé souvent frileux que la version originale, dont les paroles pouvaient paraître trop suggestives.

## L'auteur présumé
André Joubert du Collet, seigneur du Collet, originaire de Bourgneuf-en-Retz, lieutenant français dans la Marine royale, est l'auteur supposé de cette célèbre chanson. Elle pourrait cependant être dérivée d'une chanson datant du XVIe siècle.
Il est fait prisonnier par les Hollandais lors d'un raid de ceux-ci sur l'île de Noirmoutier pendant la guerre qu'ils livrent contre les Français et les Anglais entre 1672 et 1679 (Guerre de Hollande). Les Hollandais le gardent deux ans en captivité avec d'autres prisonniers de ce raid. Les prisonniers français ne sont libérés que grâce au paiement d'une rançon par le roi Louis XIV. Pour remercier le roi, André Joûbert (branche de la Morinière et de la Primaudière) lui offre alors une chanson qu'il aurait composée en captivité Auprès de ma blonde, en souvenir de son épouse. 
Ses aïeux étaient les Joubert de Noirmoutier, gouverneurs militaires de l'île. Ses descendants sont armateurs, capitaines de vaisseau, corsaires, d'autres sont maires de Nantes à la fin de l'Ancien Régime, maires d'Angers, députés et sénateurs du Maine-et-Loire, sous l'Empire et la Restauration.

## Variantes
Dans la version enfantine, Les Lauriers de la première strophe sont parfois remplacés par Les Lilas, la symbolique militaire des lauriers laissant la place à l'image bucolique des fleurs de lilas.  
Il y a aussi une variante pour le dernier couplet qui remplace « Le royaume de mon père / Celui de ma mère aussi » par « Les tours de Notre-Dame, / Et l'clocher d'mon pays ».

## Arrangements
Dans l'opérette Les Saltimbanques, de Louis Ganne, figure un arrangement de cette chanson.  Elle y est proposée selon plusieurs tempos, créant un effet comique très réussi.
Plus récemment, le compositeur franco-libanais Naji Hakim a écrit à partir de la même chanson les « Variations sur Auprès de ma blonde », qu'il a dédiées au pianiste français Nicolas Chevereau. Les sept variations de cette œuvre déploient toute l'expressivité de la mélodie originelle en un « hymne à la France » joyeux et brillant.